# Itura aurita
Itura aurita is een raderdiertjessoort uit de familie Ituridae. De wetenschappelijke naam van deze soort is voor het eerst geldig gepubliceerd in 1830 door Ehrenberg.